# Beaulieu-sous-Parthenay
Beaulieu-sous-Parthenay é uma comuna francesa na região administrativa da Nova Aquitânia, no departamento de Deux-Sèvres. Estende-se por uma área de 26,72 km². Em 2010 a comuna tinha 683 habitantes (densidade: 25,6 hab./km²).